# Вирпазар
Вирпа́зар (черног. Virpazar) — село в Черногории, у западной оконечности Скадарского озера, у слияния рек Ораховштица (Ораоштица, Ораховска, Orahovštica) и Црмница (Црминица), к северу от перевала Суторман и порта Бар. Административно относится к общине Бар.

## История

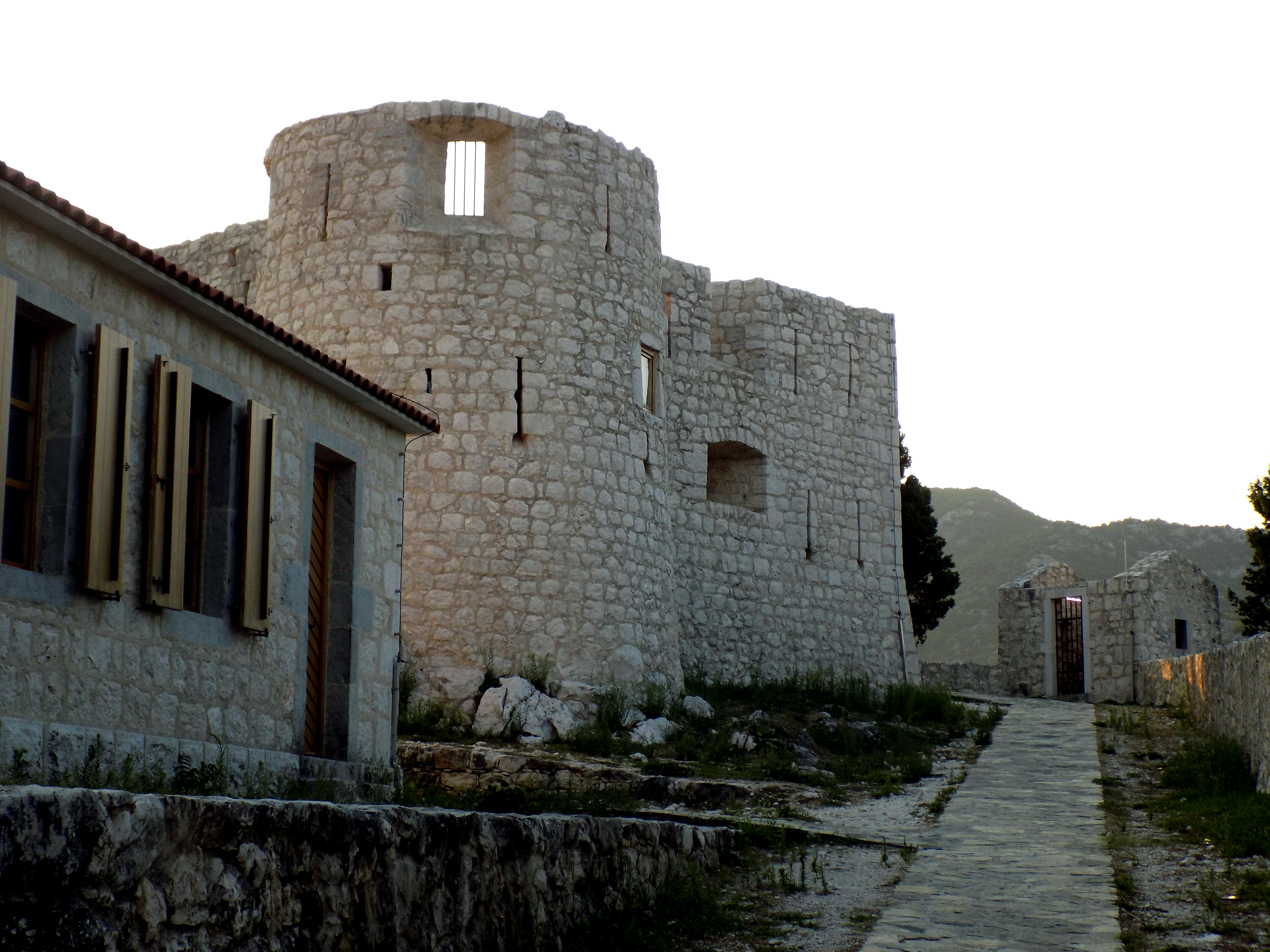
Крепость Бесац, XV век

Вир-Базар (Вирбазар) был важным торговым поселением. Название означает «Старый Рынок» от осман. بازار‎ (bazar, тур. pazar) — «рынок».
На холме над городом находятся руины турецкой крепости Бесац (XV век). В 2013 году крепость отреставрирована.

## Транспорт
В Вирпазаре находится станция железной дороги Белград — Бар.
В 1905 году черногорское правительство передало итальянской компании Compagnia di Antivari право на постройку и эксплуатацию железной дороги Бар — Вирпазар колеёй 750 мм длиной 9 км. 13 сентября 1908 года первый локомотив прошёл по дороге Бар — Вирпазар. В 1909 году завершено сооружение узкоколейной железнодорожной линии Бар — Вирпазар.